# 解放军报社
中国人民解放军新闻传播中心报社，对外保留解放军报社牌子，是中国人民解放军新闻传播中心正军级直属单位，主要出版《解放军报》《中国国防报》等全国性报刊。

## 历任领导
| 社长 1. 华楠（1973年11月—1981年7月） 2. 刘宗卓（1981年7月—1984年1月） 3. 钱抵千（1984年1月—1985年4月，代理） 4. 吕梁（1987年5月—1990年6月） 5. 祝庭勋 少将（1990年6月—1993年5月） 6. 徐才厚 少将（1993年5月—1994年8月，兼任） 7. 孙忠同 少将（1994年9月—2001年7月） 8. 张宗银 少将（2001年8月—2001年12月） 9. 范印华 少将（2001年12月—2002年12月） 10. 张世刚 少将（2003年1月—2004年7月） 11. 王梦云 少将（2004年7月—2009年12月） 12. 孙晓青 少将（2009年12月—2012年4月） 13. 黄国柱 少将（2012年4月—2013年6月） 14. 禹光 少将（2013年6月—2014年12月） 15. 李秀宝 少将（2015年1月—） | 总编辑 1. 欧阳文 中将（1955年10月—1961年1月） 2. 李逸民 少将（1961年1月—1961年12月） 3. 华楠 少将（1961年12月—1966年初，1966年6月被调离报社） 4. 唐平铸（1966年初—1966年6月20日，副总编辑代理） 5. 胡痴（1966年6月20日—1967年1月13日，副总编辑代理） 6. 赵易亚（1967年4月—1967年8月23日） 7. 肖力（李讷）（1967年8月23日—1967年12月31日病休）（临时总编辑小组组长） 8. 军报组（1967年11月—1968年春）（共3人：董立芳（北京军区第二十八军政委）、？（舟山守备区政治部主任）、？（福建炮兵某师政委）） 9. 廖初江（1969年8月—1973年11月，报社领导小组组长、党的核心小组组长） 10. 华楠（1974年8月—1975年8月，报社临时领导小组组长） 11. 吴之非（1985年4月—1988年2月） 12. 杨子才（1988年2月—1993年5月） 13. 孙忠同 少将（1993年5月—1994年9月） 14. 于顺昌 少将（1994年9月—1999年9月） 15. 张宗银 少将（1999年9月—2001年7月） 16. 张世刚 少将（2001年8月—2003年1月） 17. 王梦云 少将（2003年1月—2005年1月） 18. 孙晓青 少将（2005年1月—2009年12月） 19. 黄国柱 少将（2009年12月—2012年4月） 20. 谭健 少将（2012年5月—2015年12月） 21. 孙继炼 少将（2015年12月—） |

## 出版社

### 长征出版社
长征出版社是解放军报社的出版机构，经中国人民解放军总政治部和国家出版局批准，于1981年5月成立。该社出版军事、政治、经济、文史哲、新闻等各方面图书。由邓小平题写书名的《解放军烈士传》曾成为第二届国家图书奖候选图书。2016年深化国防和军队改革前，长征出版社由中国人民解放军总政治部宣传部主管，解放军报社主办，既是图书出版单位，也是电子出版物出版单位。
2016年3月底，中央军委印发《关于军队和武警部队全面停止有偿服务活动的通知》。2016年5月7日，军队和武警部队全面停止有偿服务试点任务部署会议举行，7个大单位、17个具体单位被列为试点单位，新闻出版等重点项目被纳入试点范畴。自2015年起，各军队和武警部队出版社的新书及新项目均停止审批。
长征出版社历任社长是：
- 姚远方（？—？）

……
- 吴纪学（？—？）[6]

……

### 长城出版社
长城出版社，位于北京市西城区甘家口三里河路40号，成立于1981年5月，是中国人民解放军唯一的摄影美术书法专业出版社。是经国家新闻出版广电总局裁定并下发文件准许出版中央领导人画册的8家中央级出版社之一。2016年深化国防和军队改革前，长城出版社由中国人民解放军总政治部宣传部主管，解放军报社政治部主办。
长城出版社历任社长是：
……
- 徐华（？—？）[9]
- 李培义（？—？）[10][11]

## 旗下报刊

### 报纸
- 《中国国防报》：1993年9月2日创刊于北京。由中国人民解放军总政治部主管，解放军报社主办。是以普及全民国防教育为宗旨的报纸。
  - 《中国国防报·军事特刊》：1997年6月17日创刊。2007年5月8日改版。2018年1月1日起停刊，部分内容转入《中国国防报》[12][13]。

### 杂志
- 《解放军画报》：创办于1951年2月，由毛泽东题写刊名。现由解放军报社主办。
- 《军事记者》：创办于1958年，是解放军报社主管的国家重点学术期刊，国家级期刊[14]。
- 《中国民兵》：创办于1984年，是解放军报社主管的国家重点学术期刊，国家级期刊[15]。
- 《环球军事》：创办于2001年2月，由解放军报社主办。
- 《国防教育》：创办于2011年4月，由国家国防教育办公室主管，国家国防教育办公室与解放军报社共同主办。
- 《国防参考》：创办于2014年1月，由解放军报社主管主办。自2015年第1期起改版[16]。2018年1月1日起停刊[17]。

### 网络
- 中国军网[18]
- 钧正平工作室[19]

## 延伸阅读
- 卢弘. . 香港: 时代国际出版公司. 2006年.